# Cachoeirinha (kommun i Brasilien, Pernambuco, lat -8,52, long -36,29)
Cachoeirinha är en kommun i Brasilien.   Den ligger i delstaten Pernambuco, i den östra delen av landet, 1 500 km nordost om huvudstaden Brasília. Antalet invånare är 18 833.
Följande samhällen finns i Cachoeirinha:
- Cachoeirinha

Omgivningarna runt Cachoeirinha är huvudsakligen savann. Runt Cachoeirinha är det ganska glesbefolkat, med 29 invånare per kvadratkilometer.